# Canal de San Román y San Justo
El canal de San Román y San Justo es una obra de ingeniería civil que se inauguró en 1959. Dicho canal discurre 10 kilómetros íntegramente en la provincia de León, permitiendo el riego de 320 hectáreas. El uso principal del agua es la agricultura.

## Datos técnicos[1]
- Longitud: 10 kilómetros

- Superficie dominada: 670 hectáreas

- Superficie regada: 320 hectáreas

- Caudal máximo en origen: 0,5 m³/s